# Giuseppe Casti
Giuseppe Casti (Carbonia, 18 luglio 1964) è un politico italiano.

## Biografia
Nato a Carbonia nel 1964, si diploma ragioniere nel 1982 all'istituto commerciale "Beccaria" e ha iniziato la carriera politica nelle file del Partito Socialista Italiano, venendo eletto consigliere comunale nel 1993 nella sua città natale. Passato ai Democratici di Sinistra, è eletto nuovamente nel 1997, nel 2001 e nel 2006, e ha ricoperto la carica di assessore dal 2003 al 2006 e dal 2006 al 2011 nelle due giunte presiedute da Salvatore Cherchi.
Alle elezioni del 2011 è stato eletto sindaco di Carbonia al primo turno con il 62,36% dei voti, supportato da una coalizione di centro-sinistra. Dal febbraio 2012 al settembre 2013 è stato inoltre presidente del Consiglio delle autonomie locali.
Candidato per un secondo mandato alle amministrative del 2016, ha raccolto il 36,15% dei voti al primo turno; al ballottaggio del 19 giugno raggiunge solamente il 38,4% ed è sconfitto dalla candidata Paola Massidda del Movimento 5 Stelle.